# 創生園 (石狩市)
創生園（そうせいえん）は、北海道石狩市生振にある公園。
1990年（平成2年）、生振開村120周年事業の一環として、移転した生振小学校の跡地に造成された。

## 園内の記念碑・記念物
生振開村百二十年碑
1990年（平成2年）11月建立。碑文は当時の北海道知事・横路孝弘による。
水鴻恩
石狩花畔土地改良区の設立50周年を記念して、2000年（平成12年）10月8日に建立された。碑文は当時の農林水産大臣・中川昭一による。
開田之碑
生振地区における造田と稲作の歴史を偲んで、1990年（平成2年）10月10日に建立された。
中嶋源五郎句碑
1990年（平成2年）建立。生振小学校の初代校長・中嶋源五郎は、「桃下」と号する俳人でもあり、1944年（昭和19年）に愛知団体が入植五十年祭を催した折に彼が寄せた祝いの句「怠らぬ 鍬の光や 畑うち」が刻まれている。
戦没者慰霊平和祈念碑
日露戦争から太平洋戦争に至るまで、生振地区から出征した戦没者30名を慰霊するため、1990年（平成2年）8月15日に建立された。
水田揚水大型ポンプ
かつて石狩川から水を汲み上げていたもの。
岩鉄塊
太平洋戦争中まで採掘されていた鉱物。

## ギャラリー

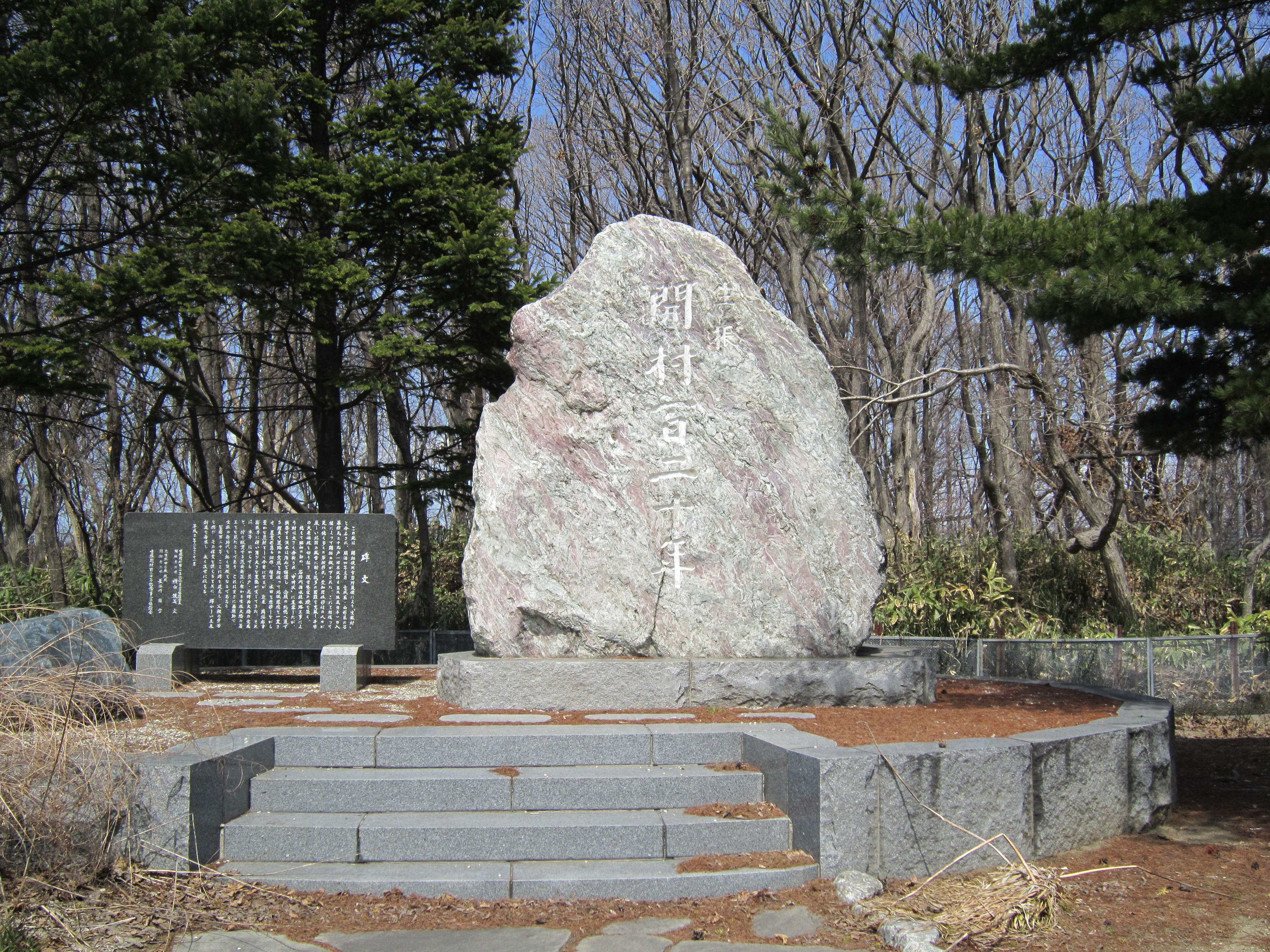
生振開村百二十年碑
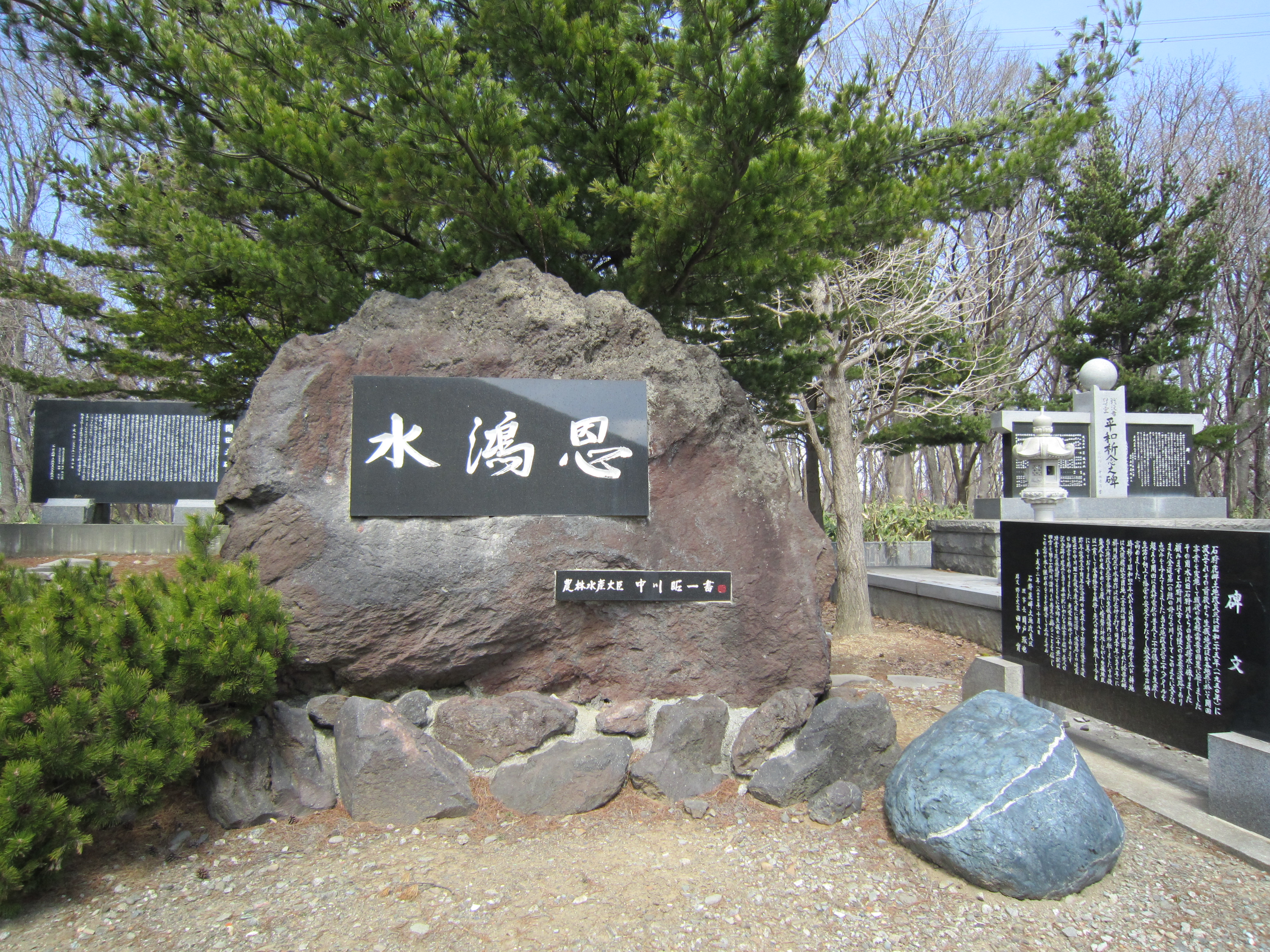
水鴻恩
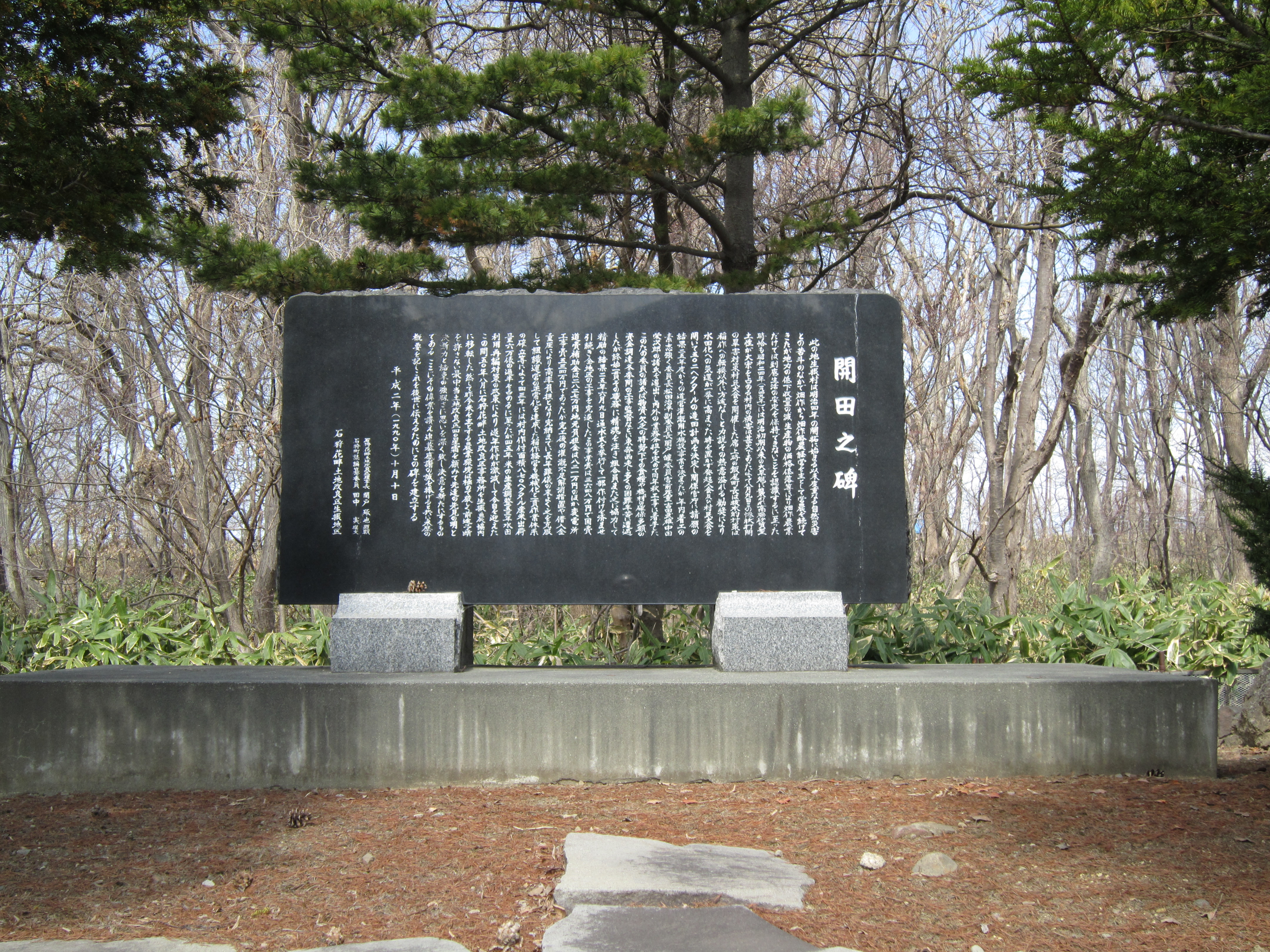
開田之碑
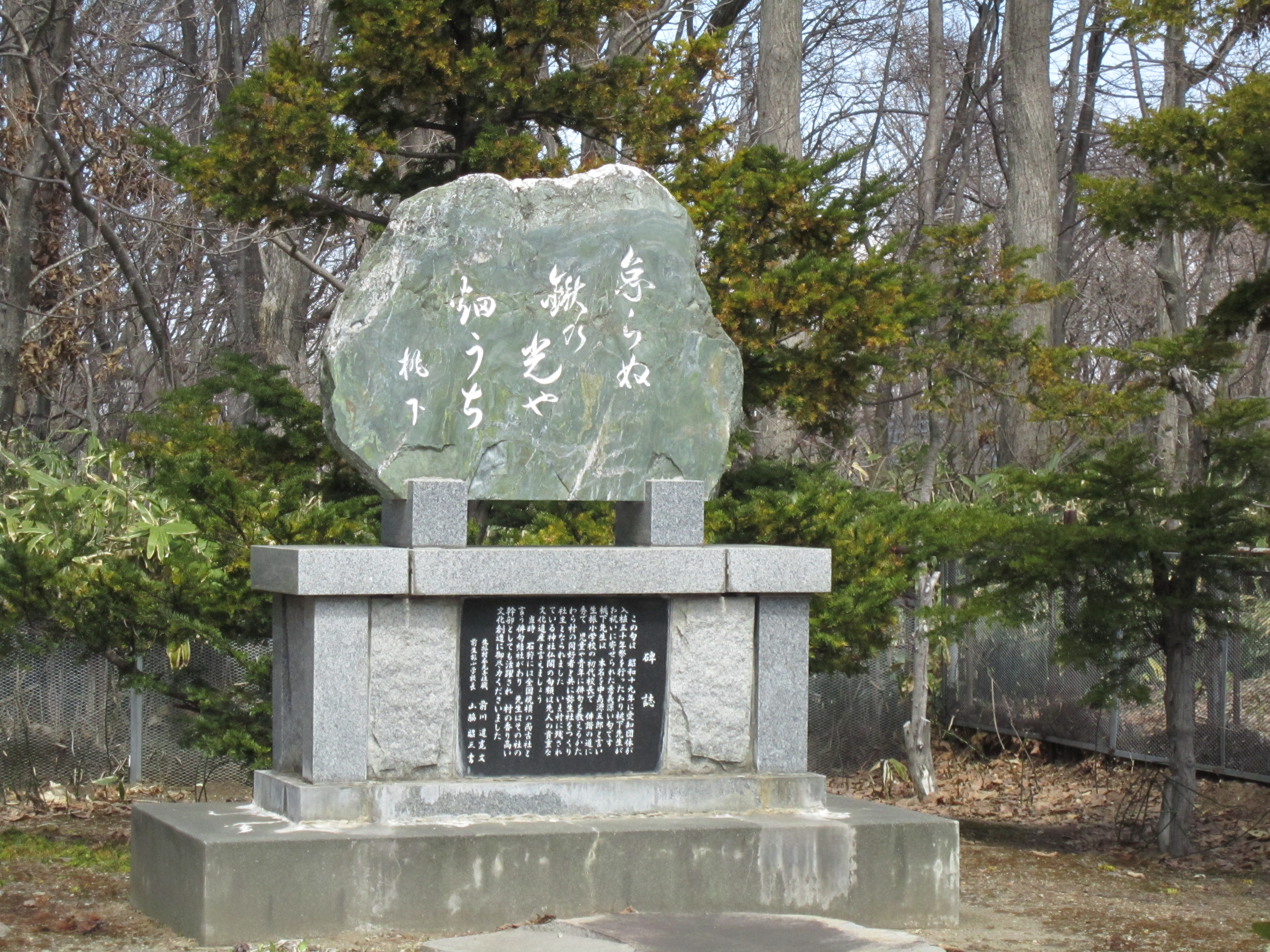
中嶋源五郎句碑
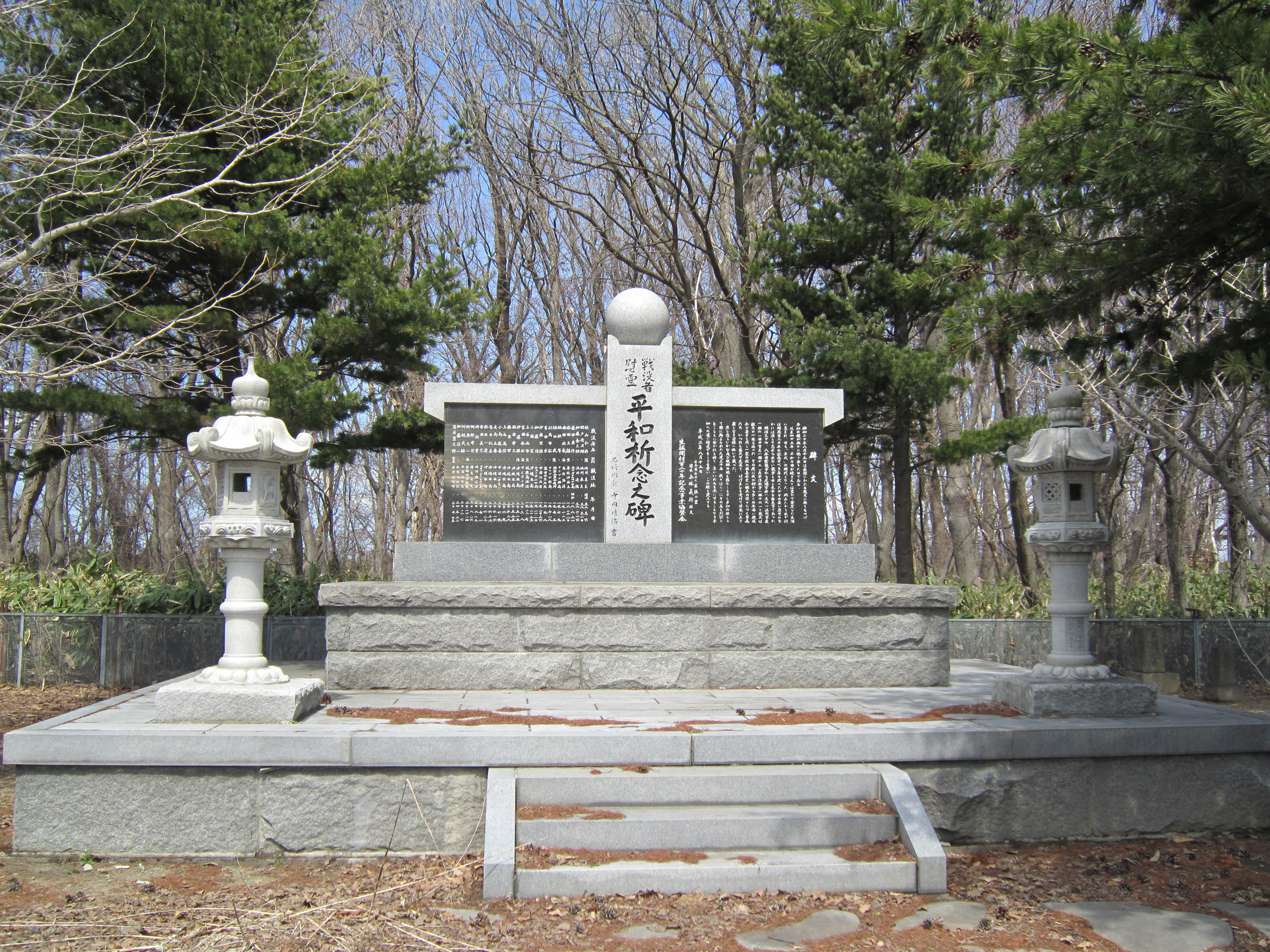
戦没者慰霊平和祈念碑
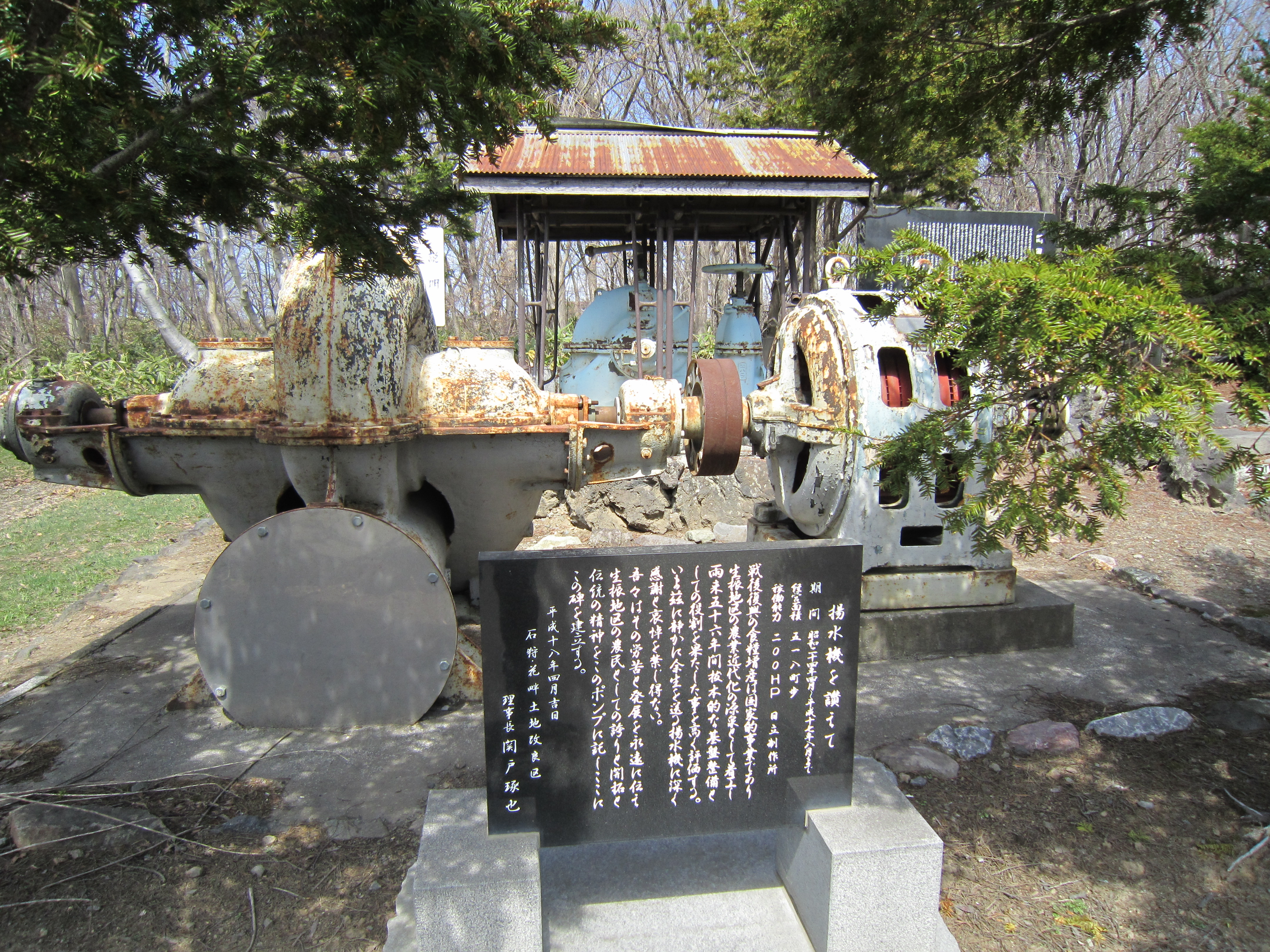
水田揚水大型ポンプ
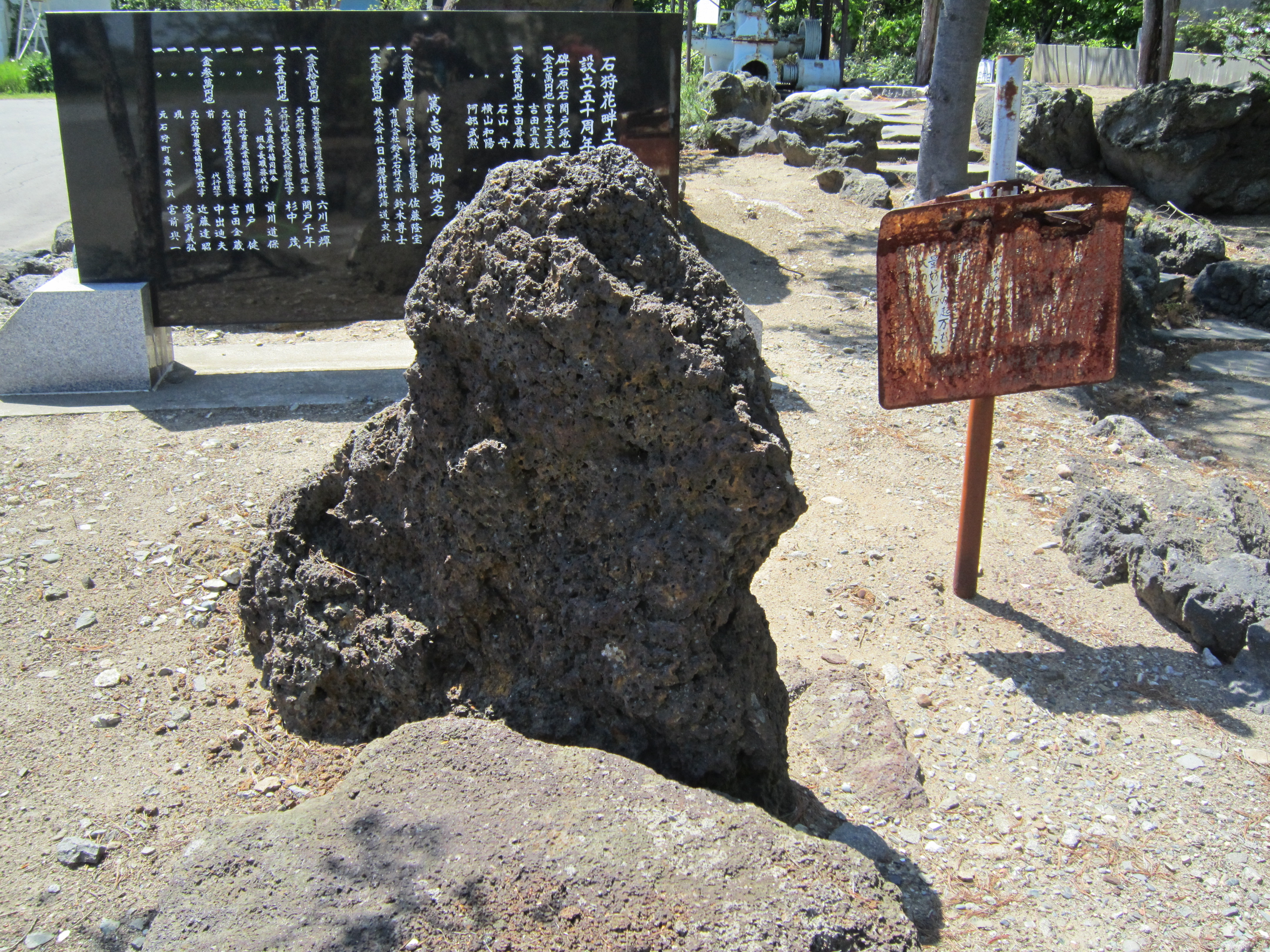
岩鉄塊